# Comté de Callahan
Le comté de Callahan est un comté de l'état américain du Texas. En 2020, la population était de 13 708 habitants. Le comté de Callahan fut nommé en honneur de James Hughes Callahan, un soldat pendant la révolution du Texas.

## Géographie
Selon le Bureau du recensement des États-Unis, le comté a une surface totale de 2 334 km2, incluant 2 327 km2 en surfaces terrestres et 7 km2 en surfaces aquatiques.
C'est aussi l'un des comtés les plus centraux du Texas.

### Routes principales
- Interstate 20
- U.S. Highway 283
- State Highway 36
- State Highway 206

### Comtés voisins
| Comté de Jones  | Comté de Shackelford |                  |
| Comté de Taylor | comté de Callahan    | Comté d'Eastland |
|                 | Comté de Coleman     | Comté de Brown   |

## Démographie
En date du recensement de 2000, le comté était habité par 12 905 personnes, 5 061 ménages, et 3 750 familles. La densité de population était de 6 habitants par km2. Les races sont de 94,78 % pour les blancs, de 0,22 % pour les afro américains, de 0,63 % pour les indigènes, de 0,26 % pour les asiatiques…